# Bahnhof Berlin Zoologischer Garten
Der Bahnhof Berlin Zoologischer Garten (kurz: Bahnhof Zoo) ist ein Bahnhof der Deutschen Bahn im Berliner Ortsteil Charlottenburg des Bezirks Charlottenburg-Wilmersdorf am Hardenbergplatz in unmittelbarer Nähe zum Berliner Zoo.
Der Durchgangsbahnhof an der Berliner Stadtbahn gehört zu den über 80 Bahnhöfen der zweithöchsten Preisklasse von DB Station&Service und ist Umsteigepunkt zwischen S-Bahn, U-Bahn, Regional-Express- und Regionalbahn-Zügen.
Zum Bahnhofskomplex gehört der unterirdische gleichnamige U-Bahnhof der Berliner Verkehrsbetriebe (BVG). Am Busbahnhof auf dem Hardenbergplatz besteht Anschluss zum Busverkehr (auch Metro- und Nachtbusse) der BVG.
Während der Teilung Berlins war der Bahnhof der wichtigste Verkehrsknotenpunkt des Personenfernverkehrs im Westteil der Stadt.
Der Bahnhof Zoo wurde seit 2015 für rund 100 Millionen Euro saniert. Anfang 2021 war die Haupthalle wieder weitgehend fertiggestellt. Rund 100.000 Fahrgäste nutzen täglich den Bahnhof.

## Geschichte

### Eröffnung des Bahnhof 1882

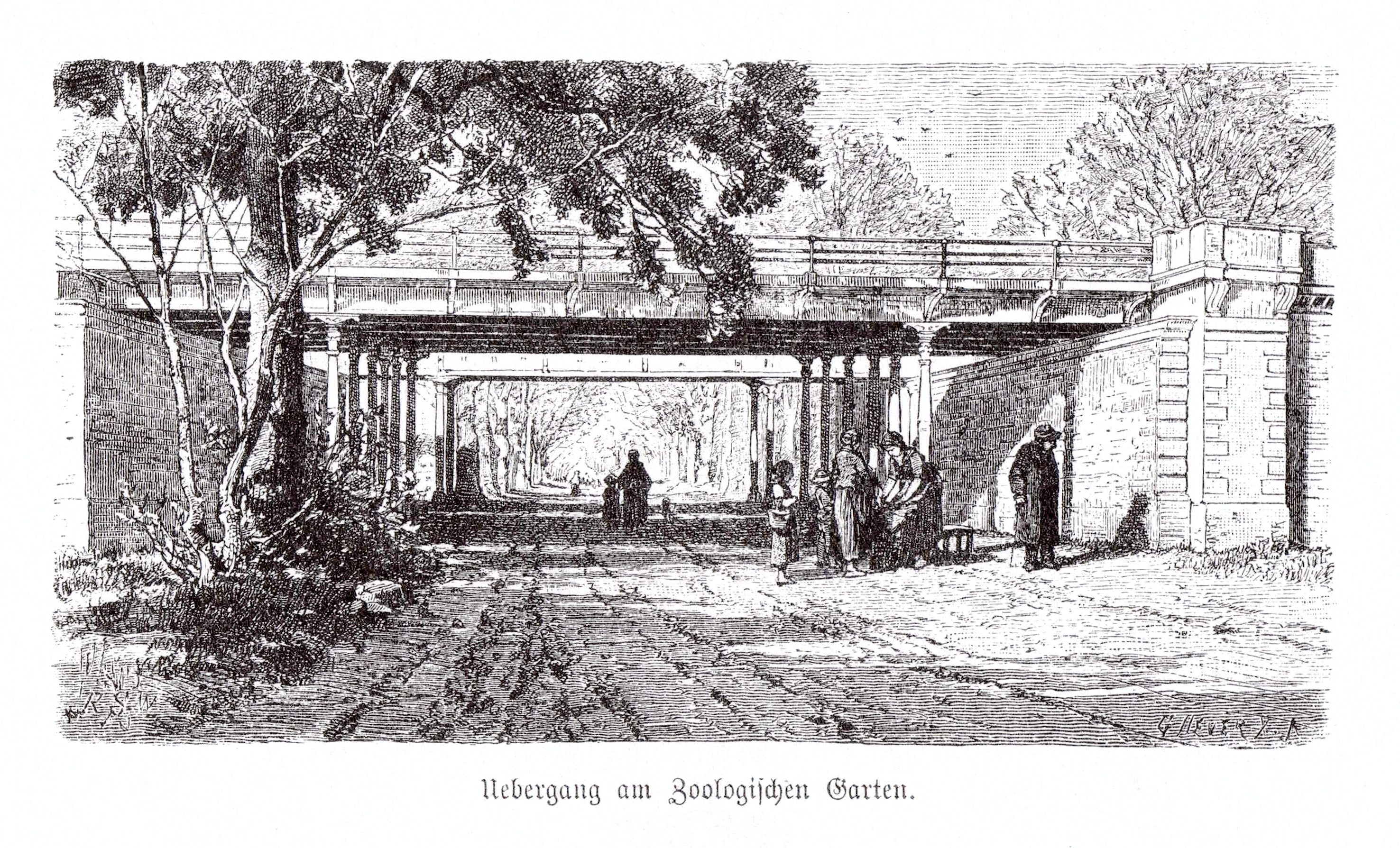
Stadtbahnbrücke kurz nach Inbetriebnahme am Bahnhof Zoologischer Garten, Holzstich, 1882

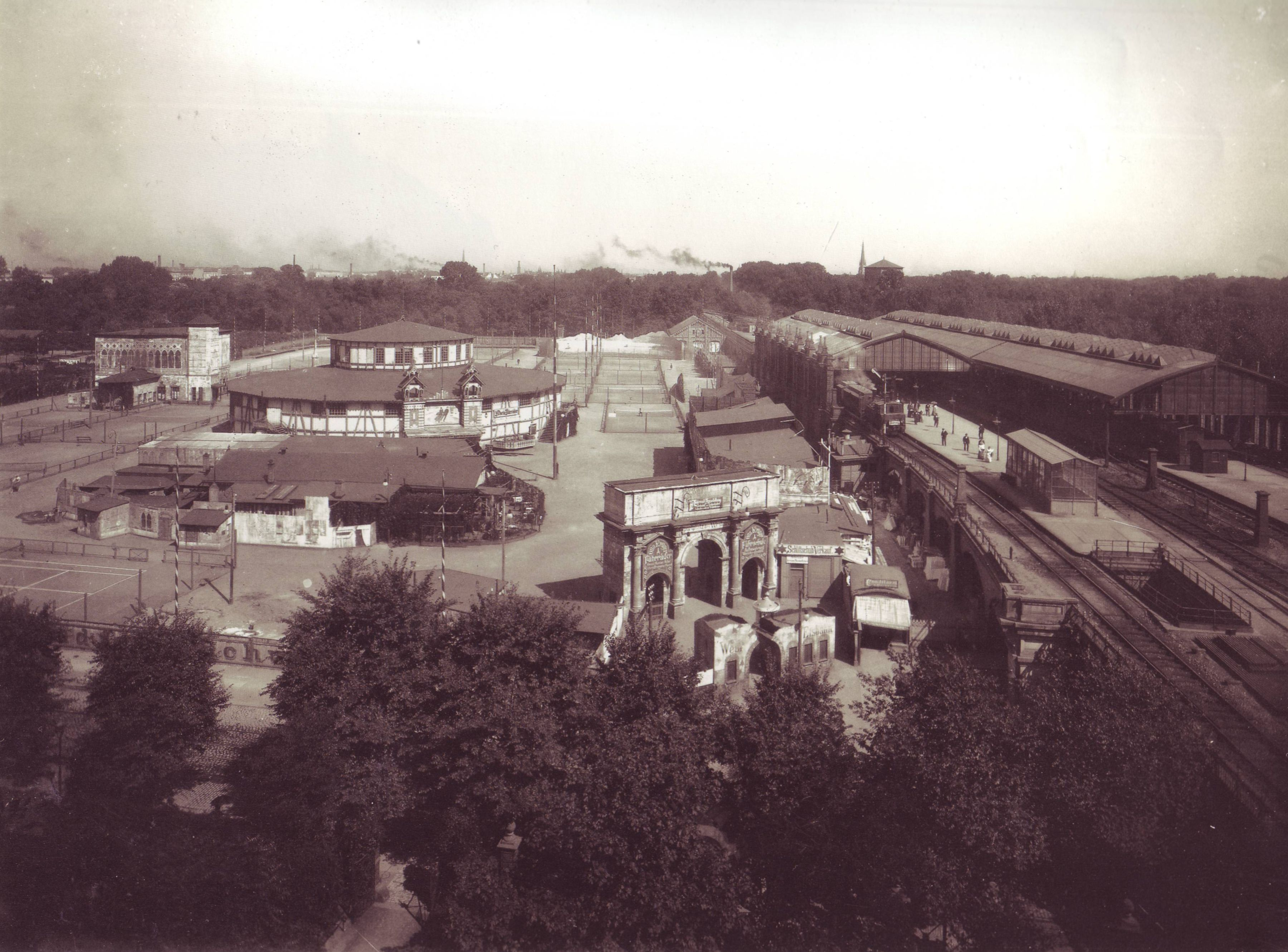
Bahnhof und Umgebung 1898. Vorn Hardenbergstraße mit Vergnügungspark Westeisbahn (Bildmitte)

Am 7. Februar 1882 wurde die „Berliner Stadteisenbahn“ (Stadtbahn), und mit ihr der Bahnhof Zoologischer Garten mit einer 71 Meter langen Halle, für den „Localverkehr“ eröffnet. Ab 1884 hielten dort auch Vorortzüge und durchlaufende Fernzüge der Ost-West-Relationen im hierfür mit einem zweiten Bahnsteig unter einer 109 m langen Halle versehenen Bahnhof. Zunächst lag der Bahnhof in der bis 1920 selbstständigen Großstadt Charlottenburg.
Im Jahr 1902 wurde quer zur Trasse der Stadtbahn südwestlich des Bahnhofs die Untergrundbahn (damals die erste U-Bahn-Linie Berlins, heutige Linie U2) mit dem U-Bahnhof Zoologischer Garten in Betrieb genommen.

### Erweiterung des Bahnhofs in den 1930er Jahren

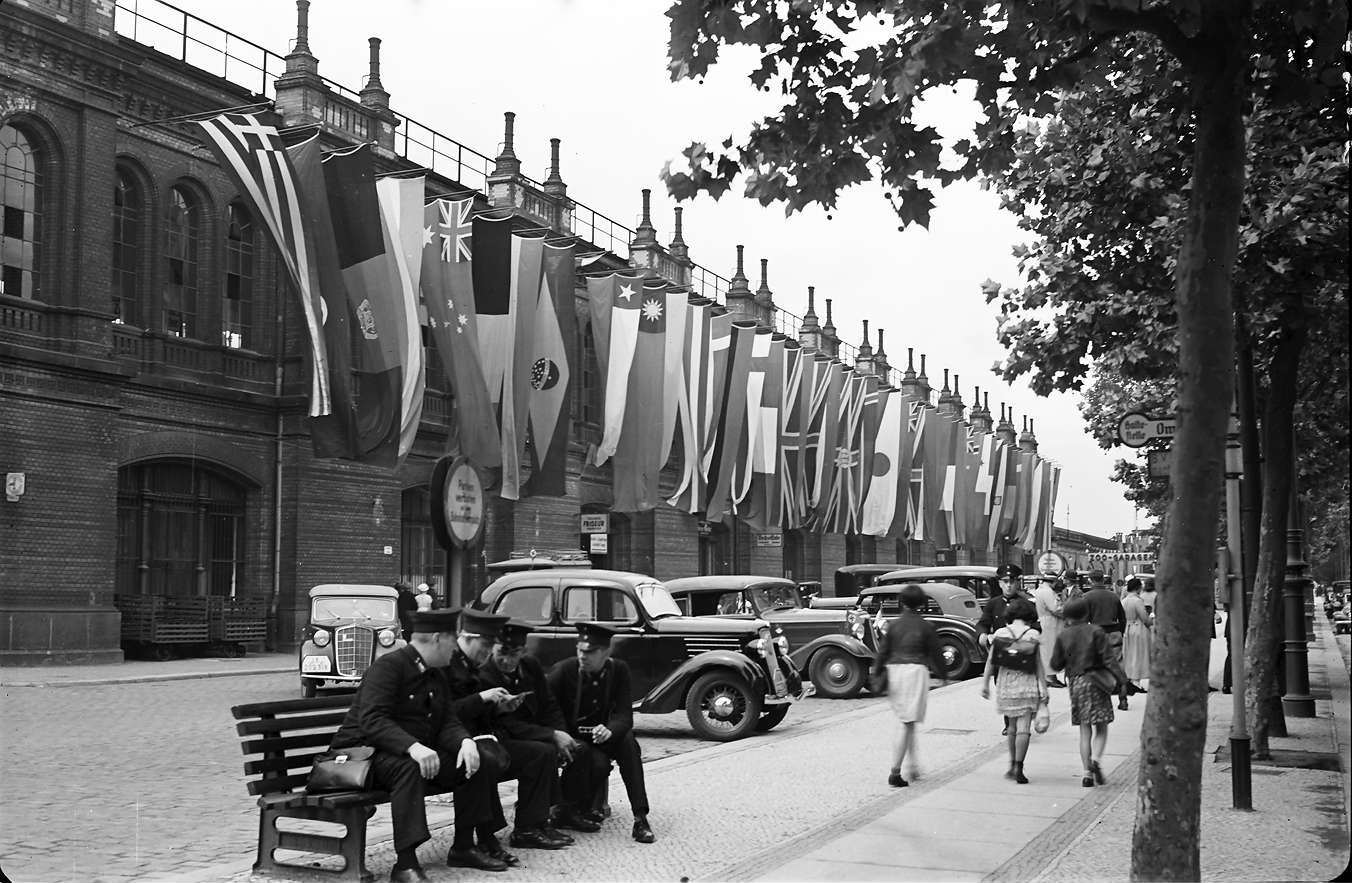
Die alte Fernbahnhalle anlässlich der Olympischen Spiele im August 1936

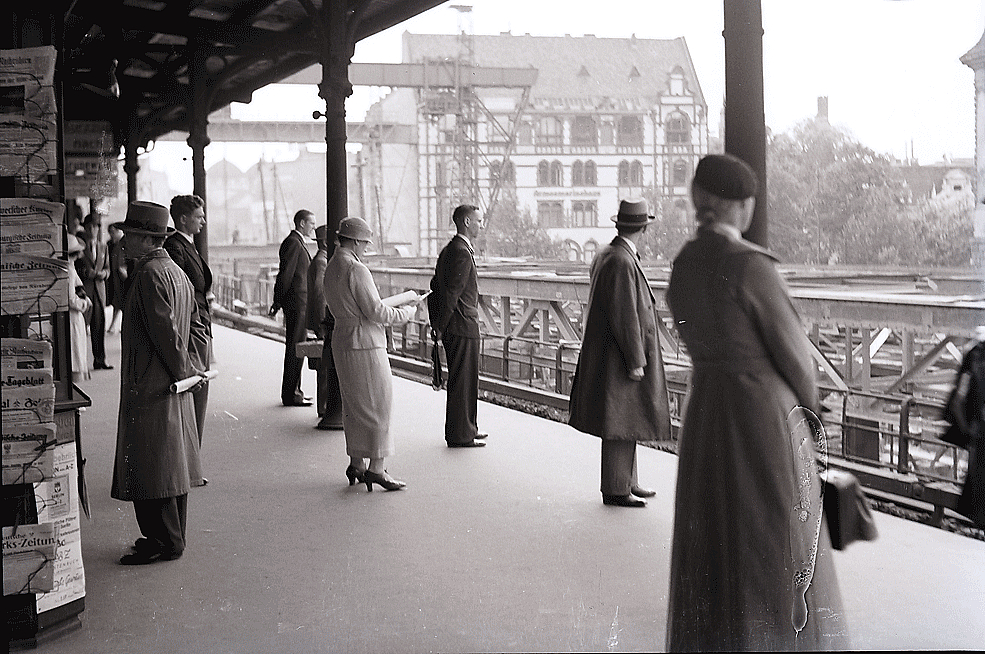
Bau des neuen S-Bahnsteigs, Blick in Richtung Jebensstraße und Hardenbergstraße, September 1935

Für die für 1936 geplanten Olympischen Spiele wurde der Bahnhof grundlegend umgebaut, dabei sollten die Gleisanlagen der Fernbahn erweitert werden. Unter Aufrechterhaltung des gesamten Eisenbahnbetriebs begann man 1934 mit dem vollständigen Abbruch und Neubau des Bahnhofs. Zunächst erhielt die S-Bahn eine eigene, abgetrennte Halle über einem Mittelbahnsteig, sie ist 169 Meter lang und 21 Meter breit. Mit knapp sechs Meter Höhe konnte sie niedrig gehalten werden, da die mittlerweile eingesetzten elektrischen S-Bahn-Züge keinen Rauch entwickelten. Gegenüber der vorherigen S-Bahn-Halle liegt sie zur Jebensstraße hin versetzt und quert in ihrem Westabschnitt die Hardenbergstraße. Östlich des Bahnsteigs wurde eine Kehranlage errichtet. Im Oktober 1935 hielten dort die ersten Züge, aufgrund von Statikproblemen an der Brücke über die Hardenbergstraße konnte das Bauwerk aber erst im Dezember 1938 endgültig dem Verkehr übergeben werden.
Der Bau der neuen Fernbahnhalle zog sich bis 1940 hin. Die beiden Mittelbahnsteige wurden 12 bzw. 12,8 Meter breit angelegt. Die Verglasung der Halle erfolgte erst einige Jahre nach dem Zweiten Weltkrieg. Die Brückenbauten über der Hardenbergstraße wurden 2007 für die Auszeichnung als ‚Historisches Wahrzeichen der Ingenieurbaukunst in Deutschland‘ vorgeschlagen.

### Die neue Rolle nach 1945

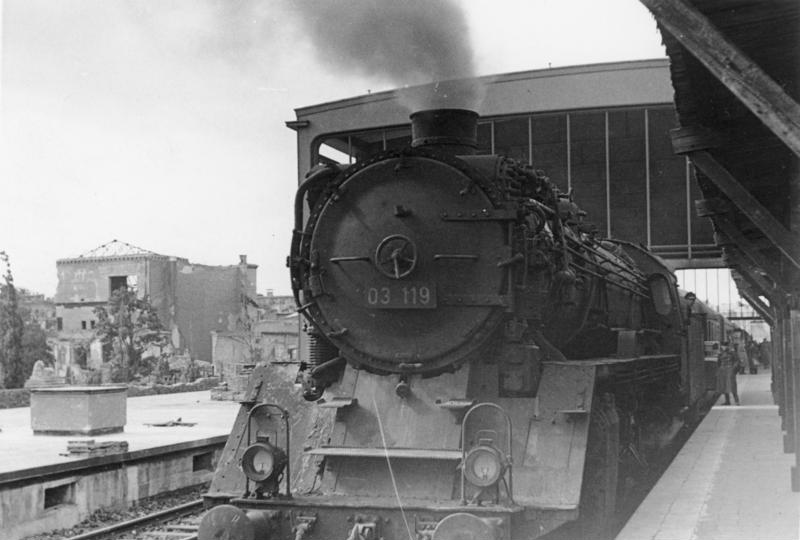
Fernbahnhof Zoologischer Garten unmittelbar 1946 mit einem Schnellzug nach Halle. Der Zug fuhr über die östliche Stadtbahn und den alten Güteraußenring zur Anhalter Bahn.

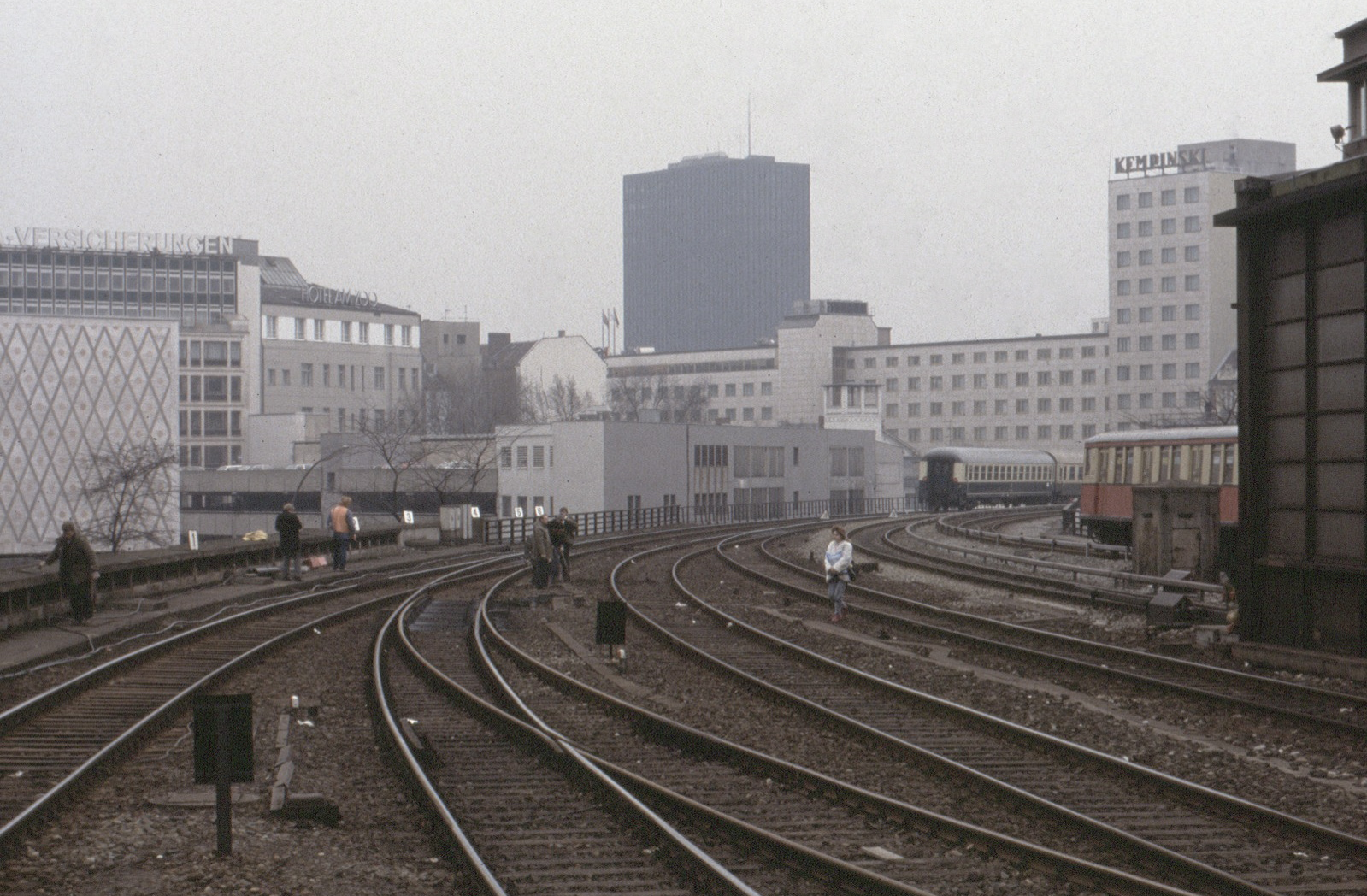
Westliches Gleisvorfeld ohne Fahrdraht, 1988

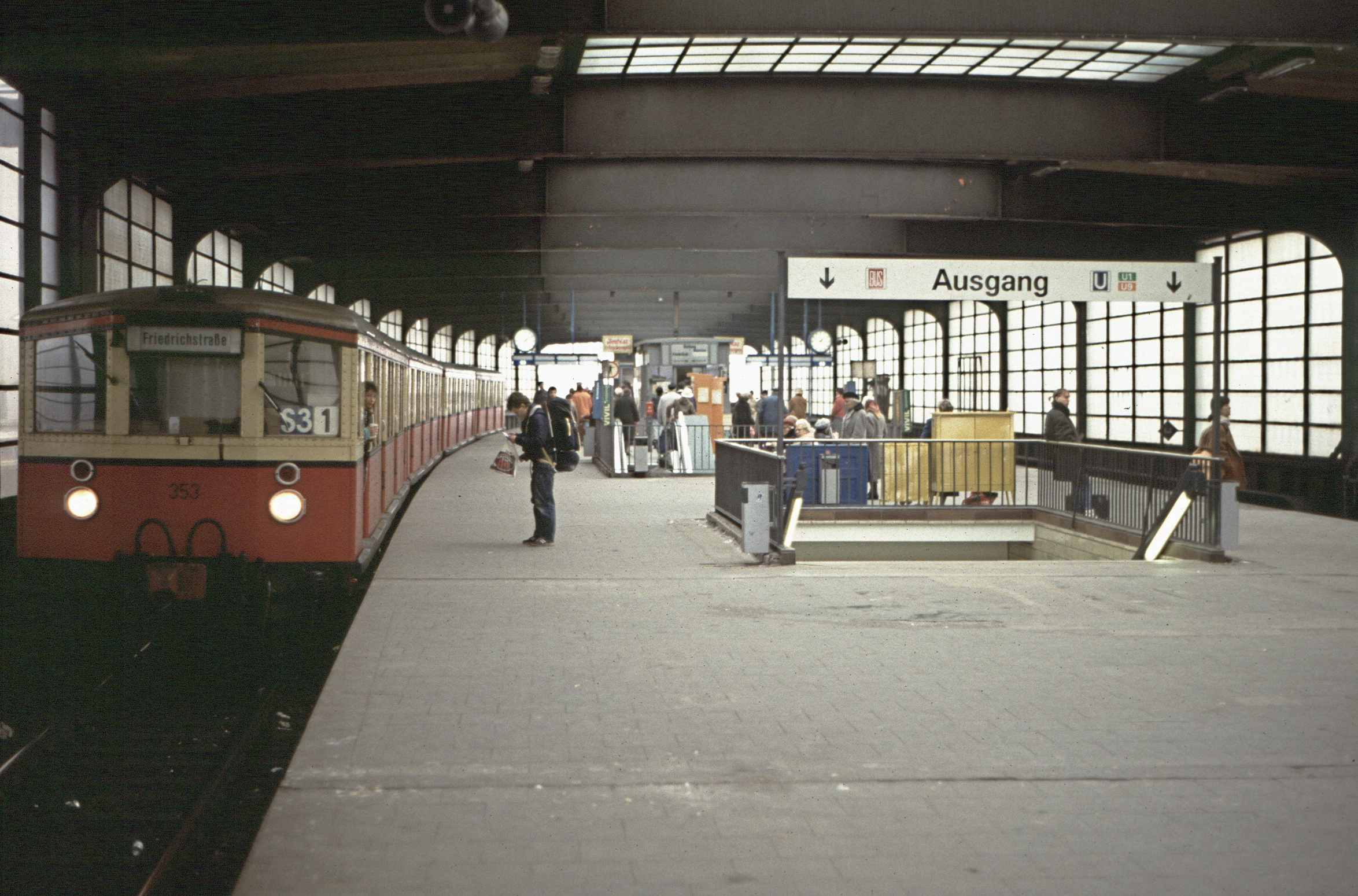
S-Bahn-Halle mit Zug der BVG, 1988

Nach der Stilllegung der übrigen Fern- und Kopfbahnhöfe in den Westsektoren von Berlin am 18. Mai 1952 war der Bahnhof Zoologischer Garten der einzige verbleibende Fernbahnhof in West-Berlin. Obwohl er nur zwei Bahnsteige für den Fernverkehr besaß, war er damit der wichtigste Eisenbahnknotenpunkt im Westteil der Stadt. Er war Ausgangspunkt der Interzonen- und späteren Transitzüge in das Bundesgebiet.
Vor dem Mauerbau und ab 1962 verkehrten vom Bahnhof Zoo auch Fernzüge – direkt oder mit Kurswagen – nach Kopenhagen, Stockholm und über Prag nach Wien. Die internationalen Ost-West-Verbindungen in Richtung Warschau wurden 1961 nicht unterbrochen. Als zusätzlicher Fernbahnhof für West-Berlin konnte bis 1976 nur der Grenzbahnhof Friedrichstraße in Ost-Berlin benutzt werden. Erst ab 1976 hielten die Fernzüge auch an den Bahnhöfen Wannsee und Spandau.
Mit dem Transitabkommen von 1972 wurden Reiseerleichterungen für den Verkehr zwischen dem Westteil Berlins und dem Bundesgebiet vereinbart. So erfolgte in den Transitzügen nur noch eine Pass- bzw. Ausweiskontrolle und die Aushändigung eines Transitvisums. Außerdem sollte das Angebot der Transitzüge schrittweise verbessert werden. Die Maßnahmen wirkten sich am Fernbahnhof Zoo aus.
Im Januar 1984 ging die Betriebsführung der Berliner S-Bahn im Westteil der Stadt von der Deutschen Reichsbahn auf die BVG über. Der Bahnhof Zoo gehörte zu den wenigen Bahnhöfen, die ohne Unterbrechung weiter betrieben wurde.

### Sozialer Brennpunkt
In den 1970er und 1980er Jahren war die Rückseite des Bahnhofs an der Jebensstraße ein Treffpunkt der Drogen- und Stricherszene. Das Buch Wir Kinder vom Bahnhof Zoo, das von Kai Hermann und Horst Rieck aufgrund von Tonbandprotokollen von Christiane F. niedergeschrieben wurde, thematisiert den Alltag in der Drogenszene aus der Sicht einer Betroffenen. Durch diese Veröffentlichung erhielt der Bahnhof deutschlandweit einen zweifelhaften Ruf. Die Berliner Senatsverwaltung beendete diese Vorgänge am Bahnhof Ende der 1980er Jahre durch rigorose Polizeieinsätze. Trotzdem ist der Bahnhof Zoologischer Garten weiterhin ein Treffpunkt für viele Obdachlose, Sexarbeiter und Drogenabhängige, insbesondere an den Brücken der Eisenbahngleise. Eine Einrichtung der Bahnhofsmission dient vor allem als Anlaufstelle.

### Wiederbelebung nach 1989

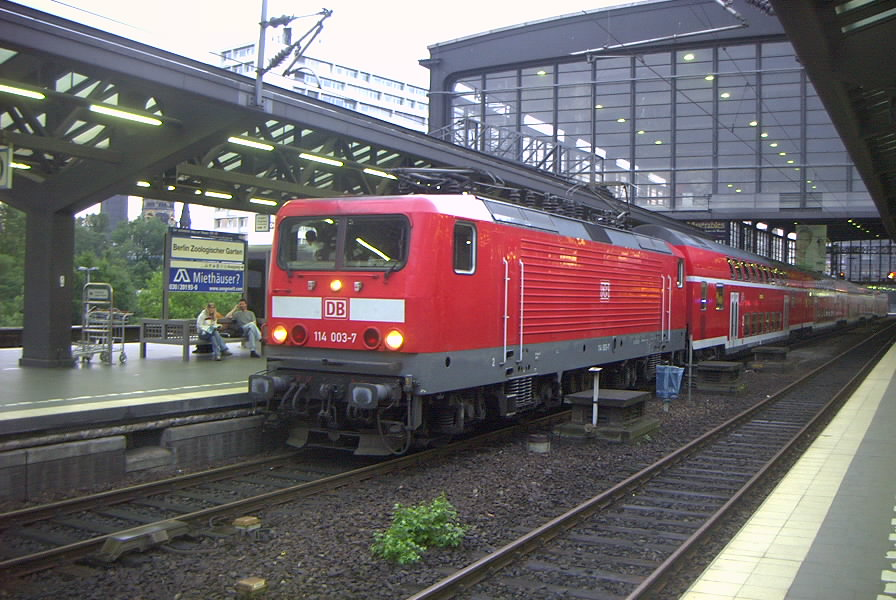
Regional-Express mit Elektrolokomotive, 2003

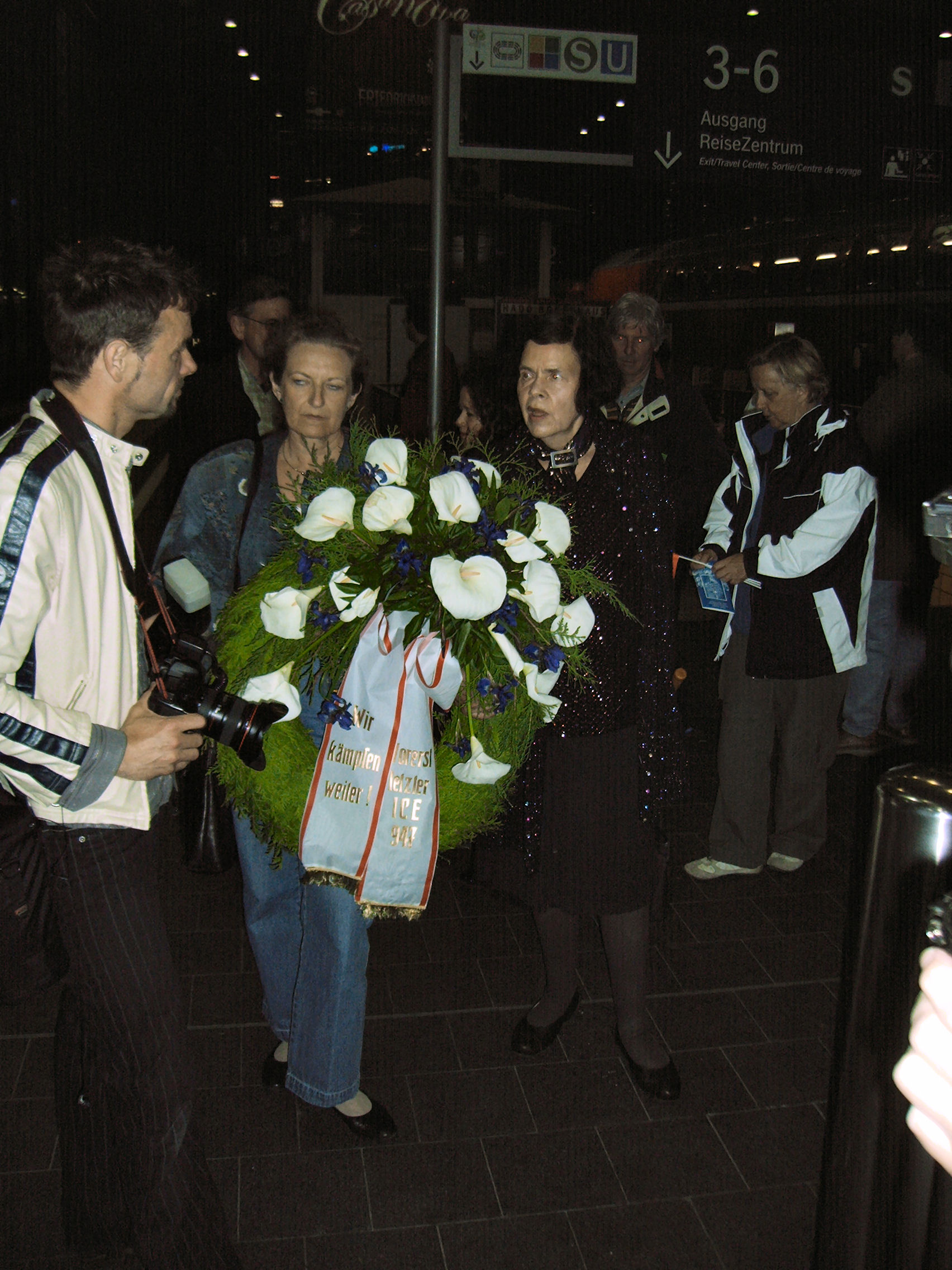
Kranzniederlegung zum letzten ICE-Halt im Bahnhof, mit ICE 592 um 0:23 Uhr am 28. Mai 2006

Nach der Wiedervereinigung wurden schrittweise neue Nahverkehrsverbindungen eingerichtet, die Berlin mit dem Land Brandenburg verbinden. Es entstand ein Netz von Regionalverkehrslinien, die auch am Bahnhof Zoo hielten.
Ab 3. Juli 1993, mit Inbetriebnahme der elektrischen Oberleitung, wurde der Bahnhof Zoo planmäßig von ICE-Zügen bedient. Damit entfiel ein zuvor eingerichteter Shuttle-Verkehr vom provisorischen ICE-Bahnhof Michendorf mit dem betrieblichen Endbahnhof Lichtenberg.
Zum 15. Februar 2004 wurde die Station zum „rauchfreien Bahnhof“ erklärt.
Am 7. Juli 2005 kündigte die Deutsche Bahn an, ICE-Züge der Linien Köln – Berlin und Stuttgart/Basel – Berlin auch nach Inbetriebnahme des Nord-Süd-Tunnels über die Stadtbahn zu führen, jedoch nicht mehr am Bahnhof Zoo halten zu lassen. Etwa 20.000 Fernreisende pro Tag wurden zuletzt am Bahnhof Zoo gezählt.
Mit der Umsetzung des Pilzkonzeptes zum Fahrplanwechsel am 28. Mai 2006 wurden die Zugläufe im Eisenbahnknoten Berlin neu geordnet und die neuen Fernbahnhöfe Hauptbahnhof, Südkreuz und Gesundbrunnen eröffnet. Der Bahnhof Berlin-Spandau wurde mit zusätzlichen Zughalten aufgewertet. Am Bahnhof Zoologischer Garten halten seitdem keine ICE- und IC-Züge mehr. Vertreter einer Bürgerinitiative legten in der Nacht des Fahrplanwechsels einen Gedenkkranz für den letzten planmäßig haltenden ICE nieder. Bis dahin hatten sie rund 130.000 Unterschriften für einen Erhalt des Bahnhofs Zoo als Fernbahnhof gesammelt. Zuletzt hielten täglich 146 Fernzüge.
Während zahlreiche Reisende durch eine Steigerung der täglichen Zughalte von rund 1200 auf etwa 1700 ebenso profitieren wie von deutlich verkürzten Reisezeiten in Nord-Süd-Richtung, hat die Umsetzung des Pilzkonzepts zu einer Verlängerung der Reisezeit für Bahnkunden geführt, die von der westlichen Innenstadt aus insbesondere nach Westdeutschland reisen. Diese Kunden müssen oftmals mit S-Bahn- oder Regionalzügen zum Bahnhof Spandau fahren, um Anschluss an den Fernverkehr zu erhalten. Der Hauptbahnhof liegt 3,8 Schienenkilometer, der Bahnhof Spandau 11,6 km vom Bahnhof Zoo entfernt. Längere Reisezeiten ergeben sich teilweise auch für Fahrgäste aus dem Berliner Umland mit Fahrtzielen in der westlichen Innenstadt.

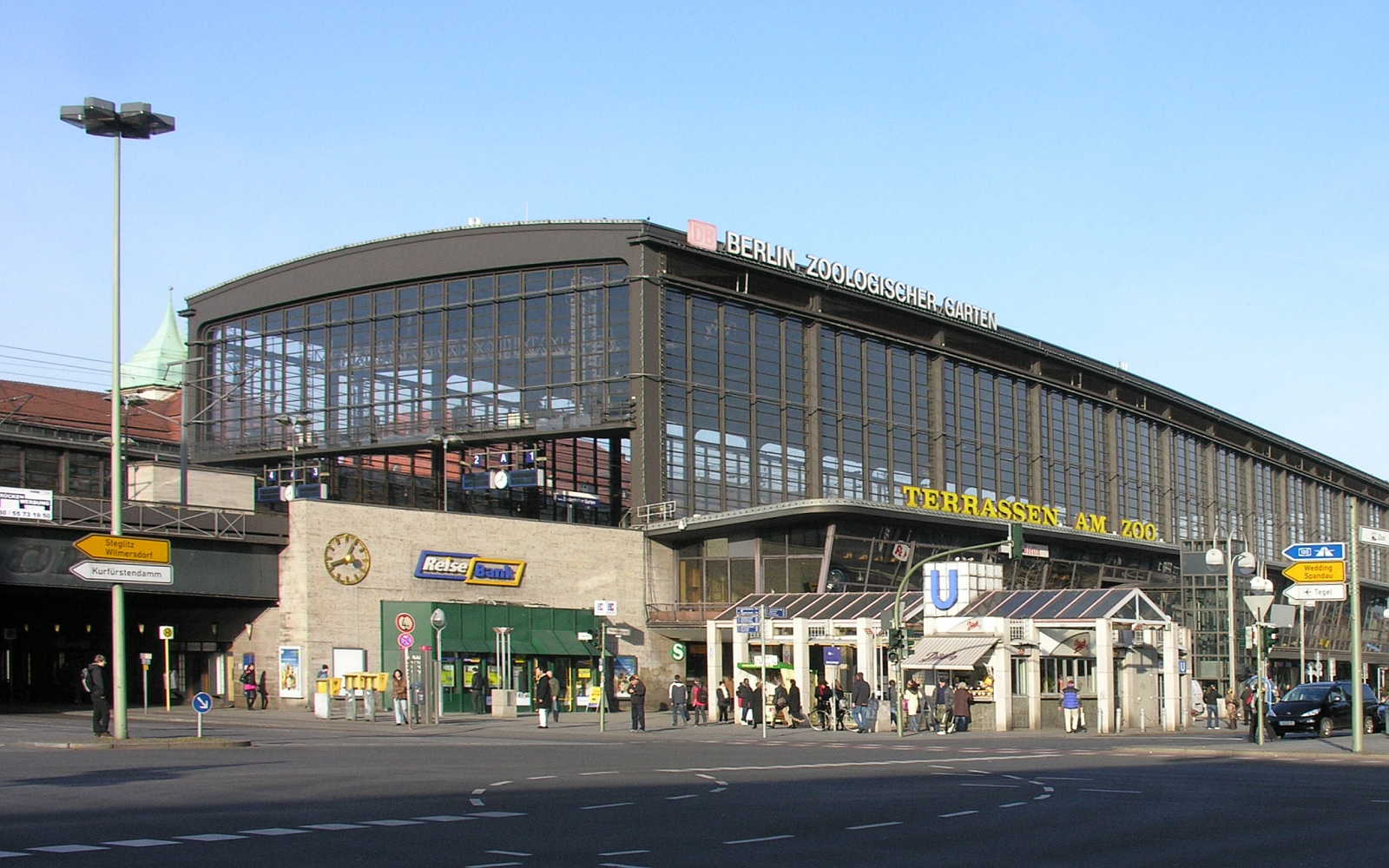
Straßenansicht des Bahnhofs Zoologischer Garten, 2007

Die Zahl der täglichen Besucher des Bahnhofs ging von etwa 150.000 auf rund 100.000 zurück. In der Folge beklagten Einzelhändler im Bahnhof massive Umsatzeinbrüche. Laut Angaben der Deutschen Bahn vom Dezember 2006 verlor die Station auch ihre Bedeutung als wichtigster Regionalknoten Berlins und rangiert nun auf dem zweiten Platz hinter dem Bahnhof Friedrichstraße. Wurden vormals noch 45 % aller Fahrkarten in Berlin am Bahnhof Zoologischer Garten verkauft, waren es im Dezember 2006 noch 25 %. Kurz nach dem Ende des Fernverkehrshaltes schloss das Restaurant Terrassen am Zoo, das täglich bis zu 600 Gäste hatte. Anfang 2008 nutzten täglich wieder rund 130.000 Reisende den Bahnhof. Mittlerweile sind wieder alle Gewerbeflächen vermietet.
Bei den Zahlen der täglichen Fahrgäste im Regionalverkehr lag Ende 2006 die Station Zoo hinter dem Bahnhof Friedrichstraße an zweiter Stelle, gefolgt vom Bahnhof Alexanderplatz auf Platz drei.
Neben den Zügen des Regionalverkehrs und der S-Bahn halten Nachtzüge der Deutschen Bahn und Fernzüge weiterer Eisenbahngesellschaften. Am Bahnhof Zoo beginnen nun auch die Züge nach Osteuropa (Sankt Petersburg, Moskau, Kiew und andere), die früher im Bahnhof Lichtenberg eingesetzt wurden.
Kritiker bemängeln die Entscheidung der DB. So sei der Bahnhof Zoo seit 1884 immer ein Fernbahnhof gewesen und in allen bis März 2005 erschienenen Publikationen der DB zum Pilzkonzept sei der Bahnhof als Fernverkehrshalt ausgewiesen gewesen.
Im Koalitionsvertrag des Berliner Senats aus dem Jahr 2013 war ein Fernverkehrshalt am Bahnhof Zoo als Ziel enthalten.
Seit 14. April 2014 hielt hier der Interregio-Express (IRE) Berlin – Stendal – Salzwedel – Uelzen – Lüneburg – Hamburg – zuletzt zweimal pro Tag und Richtung –, der für diese Verbindung etwas mehr als drei Stunden benötigte. Der IRE wurde von DB Regio betrieben und konnte mit Fahrausweisen für Nahverkehrszüge genutzt werden. 2020 wurde er eingestellt.
Seit April 2015 erfolgt am S-Bahnsteig die Zugabfertigung durch den Triebfahrzeugführer mittels Führerraum-Monitor (ZAT-FM).
Mit der Einstellung des Nachtzugs CNL 1246/1247 verlor der Bahnhof zum Fahrplanwechsel im Dezember 2015 seinen ansonsten letzten Fernzughalt mit Zügen der Deutschen Bahn. Seit Dezember 2016 hielt wieder ein Fernzug (IC 446 auf dem Weg nach Köln) im Bahnhof Zoo. In den Folgejahren hielten im Bahnhof Zoo die Linie FLX 10 von Flixtrain (Stuttgart – Berlin), das ICE-Zugpaar 948/949 (Köln – Berlin) sowie der Nightjet 470/471 der ÖBB (Zürich – Berlin).
Im Fahrplanjahr 2022 halten vier ICE-Züge am Tag am Zoo, allerdings nur in den Randzeiten. Das sind um 0:27 Uhr der ICE 948 nach Köln, um 5:29 Uhr der ICE 949 aus Düsseldorf, um 5:40 Uhr der ICE 1158 nach Bonn und um 22:13 Uhr der ICE 1159 aus Bonn. Ab Mitte Dezember 2025 soll der Bahnhof an den Tagesrandzeiten wieder in nennenswertem Umfang von ICE-Zügen angefahren werden.

### Laufende Sanierung
Die Deutsche Bahn saniert derzeit den Bahnhof, hierfür wurden zunächst rund 15 Millionen Euro (Stand: 2016) veranschlagt. Eine wiederholte Erneuerung der Gleisanlagen gab es 2006, zuvor auch 1984 und 1991–1993. Das Unternehmen betonte, dass diese erneuten Bauarbeiten erst durch den reduzierten Zugverkehr seit der Einstellung der ICE- und IC-Halte möglich seien. Ursprünglich bis 2017 sollte das Empfangsgebäude schrittweise modernisiert werden. Unter anderem wurde bis Ende 2016 die ehemalige Restaurantetage der Zooterrassen saniert, beinhaltet nun aber nur noch eine Filiale von McDonald’s.
Inzwischen geht die Deutsche Bahn davon aus, dass die Kosten aufgrund der festgestellten Schäden am Bauwerk auf rund 100 Millionen Euro steigen werden, eine Fertigstellung war für 2027 prognostiziert. 2023 wurde allerdings bekannt, dass sich die Bauarbeiten noch einige Jahre länger hinziehen werden.

## U-Bahnhof Zoologischer Garten

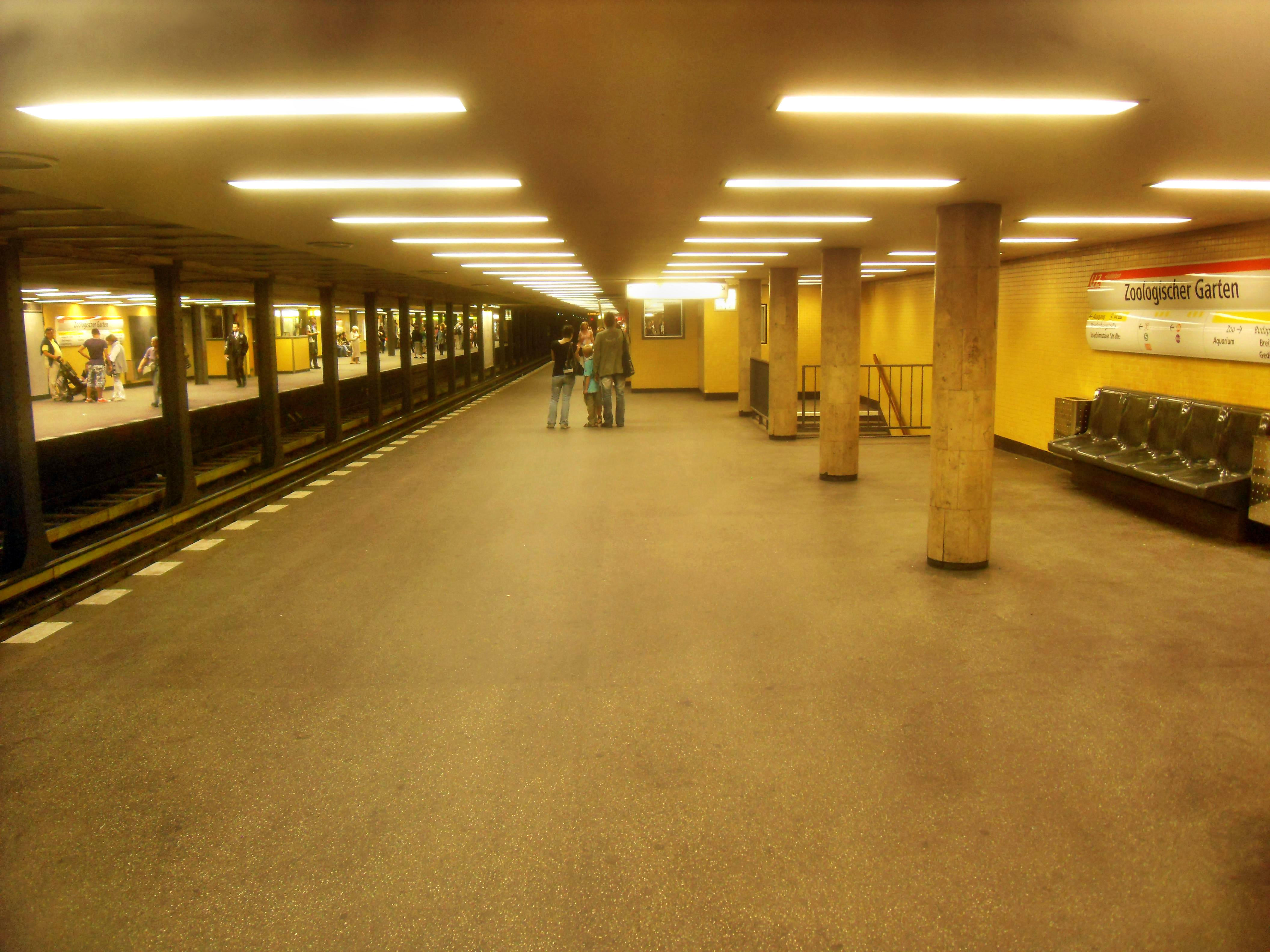
Bahnsteig der Linie U2

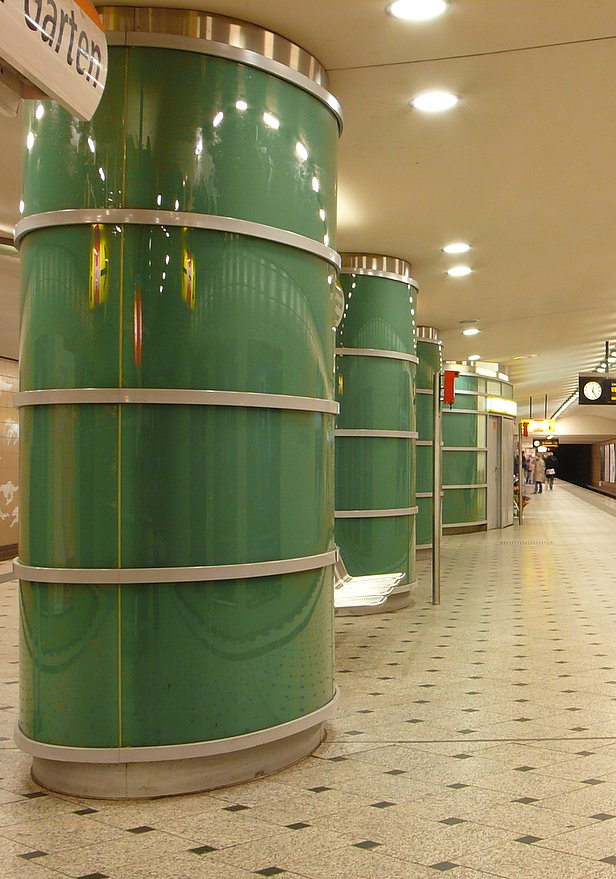
Bahnsteig der Linie U9

Der am 11. März 1902 eröffnete U-Bahnhof der heutigen Linie U2 war einer der ersten Tunnelbahnhöfe der zu dem Zeitpunkt noch selbstständigen Stadt Charlottenburg. Damals betrug die Bahnsteiglänge lediglich 80 m und die Breite der zwei Seitenbahnsteige, die als Unterpflasterbahn nur wenige Meter unter der Straßenoberfläche liegen, 3,5 m. 1928 wurden die Bahnsteige auf die heutige Regellänge von 110 m gebracht und wesentlich verbreitert. Bei diesem Umbau wurden auch weitere Ausgänge errichtet. Diese Station ist nur von Zügen des Kleinprofil-Netzes befahrbar. Ab 1958 wurde der Bahnhof aufgrund der Bau der Linie U9 umfassend umgebaut und erhielt seine heutige Erscheinung im Stil der späten 1950er Jahre mit gelben Fliesen.
Der unter dem Bahnsteig der Linie U2 liegende Bahnsteig der Linie U9 unterquert den gesamten Bahnhofsvorplatz annähernd parallel zum Fernbahnhof. Diese am 28. August 1961 eröffnete Station für das Großprofil besitzt einen Mittelbahnsteig mit einem Ausgang an der Nordseite. Zudem gibt es den Hauptausgang an der Südseite, wo Verteilerhallen existieren, die sich auf der Ebene der U2 befinden und auf dieser Linie die westliche Vorhalle darstellen. Sie wurden im Rahmen des Baus der U9 großzügig erweitert. Die gefliesten Wände des Bahnhofs sind mit Darstellungen von Tieren geschmückt, um den Bezug zum naheliegenden Zoo herzustellen. Beide U-Bahnhöfe liegen L-förmig zueinander und sind mit Aufzügen barrierefrei erreichbar.
Der U-Bahnhof Kurfürstendamm der Linien Linie U1 und U9 liegt nur etwa 350 m südlich des Bahnhofs Zoologischer Garten und einige Ausgänge liegen noch näher beieinander, da ein Ausgang vom Bahnsteig der U2 Richtung Pankow durch einen längeren Tunnel unter der Kantstraße direkt auf den Kurfürstendamm führt. Die geringe Entfernung resultiert daraus, dass beim Bau der Linie U9 in den 1960er Jahren, also knapp 50 Jahre nach dem Bau der U1 und U2, zu beiden Linien des Kleinprofils eine gute Umsteigemöglichkeit geschaffen werden sollte.

## Busbahnhof Zoologischer Garten
Auf dem Hardenbergplatz befindet sich der größte Berliner Busbahnhof, der im Unterschied zum Zentralen Omnibusbahnhof (ZOB) am Messegelände, der dem Fernbusverkehr dient, hauptsächlich von Omnibussen des Berliner Nahverkehrs angefahren wird. Der Busbahnhof besteht neben einer Haltestelle für ankommende Busse aus zwei Bussteigen mit insgesamt sechs Haltestellen. Hier enden die Buslinien M45, M46, M49, X10, X34, 100, 109, 110, 200, 204, 245 und 249 der BVG. Besondere Bedeutung hat der Busbahnhof auch im Nachtverkehr. Er ist neben den Haltestellen am Alexanderplatz einer von zwei Hauptanschlüssen, an denen sich die Nachtbuslinien in zwei halbstündlichen Wellen treffen.

## Betrieb

### Anbindung
| Linie                                  | Linienverlauf |
| -------------------------------------- | --- |
| ICE                                    | Berlin Ostbahnhof – Berlin Hbf – Berlin Zoo – Berlin-Wannsee – Potsdam – Brandenburg – Magdeburg – Hannover – Bielefeld – Hamm – Dortmund – Bochum – Essen – Duisburg – Düsseldorf – Köln – Frankfurt (M) Flughafen – Basel SBB (ein Zugpaar am Tagesrand) |
| ICE                                    | Berlin Ostbahnhof – Berlin Hbf – Berlin Zoo – Stendal – Wolfsburg – Hannover – Dortmund – Essen – Duisburg – Düsseldorf – Köln (am Tagesrand) |
| ICE                                    | Berlin Ostbahnhof – Berlin Hbf – Berlin Zoo – Wolfsburg – Braunschweig – Hildesheim – Göttingen – Frankfurt (Main) – Mannheim – Karlsruhe (– Interlaken/– Chur) (am Tagesrand) |
| IC RE 56                               | Cottbus – Berlin Ostkreuz – Berlin Ostbahnhof – Berlin Hbf – Berlin Zoo – Berlin-Wannsee – Potsdam – Magdeburg – Braunschweig – Hannover – Bremen – Norddeich Mole (ein Zugpaar) |
| HBX                                    | Harz-Berlin-Express Berlin Ostbahnhof – Berlin Zoologischer Garten – Potsdam – Magdeburg – Halberstadt (Zugteilung) – Quedlinburg – Thale / Wernigerode – Goslar |
| RE 1                                   | Magdeburg – Brandenburg – Potsdam – Berlin Zoologischer Garten – Erkner – Fürstenwalde (Spree) – Frankfurt (Oder) (– Cottbus) |
| RE 2                                   | Nauen – Berlin-Spandau – Berlin Zoologischer Garten – Berlin Ostkreuz – Königs Wusterhausen – Lübbenau (Spreewald) – Vetschau – Cottbus |
| RE 7                                   | Dessau – Bad Belzig – Michendorf – Berlin-Wannsee – Berlin Zoologischer Garten – Königs Wusterhausen – Lübben (Spreewald) – Senftenberg |
| RE 8                                   | Wismar – Schwerin – Wittenberge – Nauen – Berlin-Spandau – Berlin Zoologischer Garten – Berlin Ostkreuz – Flughafen BER |
| RB 23                                  | Golm – Potsdam – Potsdam Griebnitzsee – Berlin-Wannsee – Berlin Zoologischer Garten – Berlin Ostkreuz – Flughafen BER |
|                                        | Spandau – Stresow – Pichelsberg – Olympiastadion – Heerstraße – Messe Süd – Westkreuz – Charlottenburg – Savignyplatz – Zoologischer Garten – Tiergarten – Bellevue – Hauptbahnhof – Friedrichstraße – Hackescher Markt – Alexanderplatz – Jannowitzbrücke – Ostbahnhof – Warschauer Straße – Ostkreuz – Rummelsburg – Betriebsbahnhof Rummelsburg – Karlshorst – Wuhlheide – Köpenick – Hirschgarten – Friedrichshagen – Rahnsdorf – Wilhelmshagen – Erkner                                                                 |
|                                        | Westkreuz – Charlottenburg – Savignyplatz – Zoologischer Garten – Tiergarten – Bellevue – Hauptbahnhof – Friedrichstraße – Hackescher Markt – Alexanderplatz – Jannowitzbrücke – Ostbahnhof – Warschauer Straße – Ostkreuz – Nöldnerplatz – Lichtenberg – Friedrichsfelde Ost – Biesdorf – Wuhletal – Kaulsdorf – Mahlsdorf – Birkenstein – Hoppegarten – Neuenhagen – Fredersdorf – Petershagen Nord – Strausberg – Hegermühle – Strausberg Stadt – Strausberg Nord                                                         |
|                                        | Potsdam Hauptbahnhof – Babelsberg – Griebnitzsee – Wannsee – Nikolassee – Grunewald – Westkreuz – Charlottenburg – Savignyplatz – Zoologischer Garten – Tiergarten – Bellevue – Hauptbahnhof – Friedrichstraße – Hackescher Markt – Alexanderplatz – Jannowitzbrücke – Ostbahnhof – Warschauer Straße – Ostkreuz – Nöldnerplatz – Lichtenberg – Friedrichsfelde Ost – Springpfuhl – Poelchaustraße – Marzahn – Raoul-Wallenberg-Straße – Mehrower Allee – Ahrensfelde                                                        |
|                                        | Spandau – Stresow – Pichelsberg – Olympiastadion – Heerstraße – Messe Süd – Westkreuz – Charlottenburg – Savignyplatz – Zoologischer Garten – Tiergarten – Bellevue – Hauptbahnhof – Friedrichstraße – Hackescher Markt – Alexanderplatz – Jannowitzbrücke – Ostbahnhof – Warschauer Straße – Treptower Park – Plänterwald – Baumschulenweg – Schöneweide – Johannisthal – Adlershof – Altglienicke – Grünbergallee – Schönefeld (bei Berlin) – Waßmannsdorf – Flughafen BER                                                 |
|                                        | Pankow – Vinetastraße – Schönhauser Allee – Eberswalder Straße – Senefelderplatz – Rosa-Luxemburg-Platz – Alexanderplatz – Klosterstraße – Märkisches Museum – Spittelmarkt – Hausvogteiplatz – Stadtmitte – Mohrenstraße – Potsdamer Platz – Mendelssohn-Bartholdy-Park – Gleisdreieck – Bülowstraße – Nollendorfplatz – Wittenbergplatz – Zoologischer Garten – Ernst-Reuter-Platz – Deutsche Oper – Bismarckstraße – Sophie-Charlotte-Platz – Kaiserdamm – Theodor-Heuss-Platz – Neu-Westend – Olympia-Stadion – Ruhleben |
|                                        | Osloer Straße – Nauener Platz – Leopoldplatz – Amrumer Straße – Westhafen – Birkenstraße – Turmstraße – Hansaplatz – Zoologischer Garten – Kurfürstendamm – Spichernstraße – Güntzelstraße – Berliner Straße – Bundesplatz – Friedrich-Wilhelm-Platz – Walther-Schreiber-Platz – Schloßstraße – Rathaus Steglitz |
| Stand: Dezember 2024 bis Dezember 2025 | |

### Bahnsteige
| Gleis | Halle      | Höhe  | Länge | Richtung                                 |
| ----- | ---------- | ----- | ----- | ---------------------------------------- |
| 1     | Haupthalle | 76 cm | 395 m | Flughafen BER, Frankfurt (Oder), Cottbus |
| 2     | Haupthalle | 76 cm | 395 m | Flughafen BER, Frankfurt (Oder), Cottbus |
| 3     | Haupthalle | 76 cm | 391 m | Potsdam, Magdeburg, Dessau, Nauen        |
| 4     | Haupthalle | 76 cm | 391 m | Potsdam, Magdeburg, Dessau, Nauen        |
| 5     | S-Bahn     | 96 cm | 162 m | Flughafen BER, Strausberg, Ahrensfelde   |
| 6     | S-Bahn     | 96 cm | 162 m | Spandau, Potsdam                         |

## Erwähnung in der Kunst

### Musik
- Auf ihrem Album Dümmer als du denkst! von 1977 veröffentlichte die Gesangsgruppe Gebrüder Blattschuss eine auf den Bahnhof gemünzte Parodie des Chansons Les Champs-Élysées (auch bekannt als Waterloo Road) von Joe Dassin mit dem Titel Oh Bahnhof Zoo.
- Die Nina Hagen Band hat 1978 auf ihrem Debütalbum ein Lied mit dem Titel Auf’m Bahnhof Zoo veröffentlicht.
- Udo Lindenberg erwähnt in seinem 1984 erschienenen Werk Russen das „Politbüro am Bahnhof Zoo“.
- Der Bahnhof findet 1984 Erwähnung in dem Lied Big in Japan von Alphaville.
- Der Bahnhof Zoo ist ein Haupthandlungsort in dem Musical Linie 1 von 1986. Die Protagonistin begegnet hier und in der U1, die seinerzeit den Bahnhof mit Kreuzberg verband, diversen Figuren des Stücks.
- Im Jahr 1991 inspirierte der Bahnhof die irische Rockband U2 zu dem Stück Zoo Station, während sie das Album Achtung Baby in Berlin aufnahmen.
- 2005 veröffentlichte die schwedische Punkrockband Randy ein Lied mit dem Titel Bahnhof Zoo, in dem die Perspektivlosigkeit und die sozialen Probleme damaliger Jugendlicher beschrieben wurde.

### Film
- Christiane F. – Wir Kinder vom Bahnhof Zoo, Verfilmung von 1981.

## Sonstiges
In der Jebensstraße gegenüber dem Bahnhof befand sich eines der Büros für Besuchs- und Reiseangelegenheiten (BfBR). Hier erhielten West-Berliner Bürger für die Einreise nach Ost-Berlin oder in andere DDR-Bezirke einen Berechtigungsschein zum Empfang eines Visums der DDR. Mittlerweile befindet sich in der Jebensstraße das Museum der Helmut Newton Stiftung. Dieses Gebäude war für Helmut Newton von besonderer Bedeutung, da es eines der letzten war, die er bei seiner Flucht aus Berlin 1938 vom Zug aus gesehen hatte.